# Astragalus kralikii
Astragalus kralikii es una especie de planta del género Astragalus, de la familia de las leguminosas, orden Fabales.

## Distribución
Astragalus kralikii se distribuye por Egipto, Península del Sinaí, Libia, Túnez y Argelia.

## Taxonomía
Fue descrita científicamente por Batt.